# Dasymaschalon macrocalyx
Mạo quả đài to hay dất mèo (danh pháp khoa học: Dasymaschalon macrocalyx) là loài thực vật có hoa thuộc họ Na. Loài này được Achille Eugène Finet và François Gagnepain mô tả khoa học đầu tiên năm 1906.
Loài này có ở Lào, Việt Nam, Campuchia, miền đông Thái Lan (tỉnh Ubon Ratchathani), và Hải Nam (Trung Quốc).
Là cây gỗ nhỏ, cao tới 6 m. Ra hoa tháng 3-10, tạo quả tháng 3-10. Mọc ở cao độ 200–800 m trong rừng hỗn hợp. Tên gọi tại Thái Lan là ting fa. Mẫu vật gốc thu được tại Biên Hòa năm 1865.

## Từ nguyên
Tính từ định danh macrocalyx phản ánh đặc trưng khác biệt của lá đài của hoa thuần thục của loài này, với kích thước dài 5,5–15,5 mm và rộng 3–5,5 mm, lớn hơn đáng kể so với các loài khác trong chi Dasymaschalon trong khu vực.

## Lưu ý
Ast (1938) và Bân (1975) tin rằng D. macrocalyx ở khu vực Đông Dương là đồng loài với D. trichophorum Merr., 1930 chỉ có ở Hải Nam, Trung Quốc - do cả hai đều có các lá đài to. Tuy nhiên Tsiang và Li (1979) lại nhận thấy vỏ quả ngoài của D. macrocalyx có lông màu trắng mọc thẳng che phủ trong khi của D. trichophorum là gần như nhẵn nhụi. Ngoài ra, lá đài của D. macrocalyx hình tam giác trong khi của D. trichophorum là hình trứng.
Ian Mark Turner (2018) coi chúng là hai loài tách biệt.